# Plestiodon egregius
Plestiodon egregius (синьохвостий кротовий сцинк) — вид сцинкоподібних ящірок родини сцинкових (Scincidae). Ендемік США.

## Опис
Синьохвості кротові сцинки — невеликі ящірки завдовжки 9-15 см. Ноги у них невеликі і використовуються лише під час пересування по поверхні, а не тоді, коли тварина "пливе" серед піску. Ящірки мають переважно коричневе забарвлення. У молодих особин хвіст, який займає трохи більше половини від загальної довжини тіла, має блакитне забарвлення. Дорослі особини можуть відкидати і регенерувати хвіст; регенерований хвіст має у них рожеве забарвлення. У період розмноження у самців на боках з'являється барвистий помаранчевий візерунок.

## Підвиди
Виділяють п'ять підвидів:
- Plestiodon egregius egregius Baird, 1858 — острови Флорида-Кіс і Драй-Тортугас[de];
- Plestiodon egregius insularis (Mount, 1965) — острови Сідар-Кей;
- Plestiodon egregius lividus (Mount, 1965) — Центральна Флорида (округи Полк і Гайлендс), зустрічається у соснових чагарниках разом з флоридським піщаним сцинком;
- Plestiodon egregius onocrepis (Cope, 1871) — Флоридський півострів;
- Plestiodon egregius similis (McConkey, 1957) — південь Джорджії, Алабама, північ Флориди.

## Поширення і екологія
Синьохвості кротові сцинки поширені на південному сході США, в штатах Алабама, Джорджія і Флорида. Вони живуть серед прибережних дюн, у соснових чагарниках і лісах та в сухих гаммоках. Ведуть переважно риючий спосіб життя, віддають перевагу сухому піщаному або гравійному ґрунту. Живляться тарганами, павуками і цвіркунами. Відкладають яйця, в кладці від 3 до 7 яєць.